# Marta González Olea
Marta América González Olea (Santiago, 23 de octubre de 1980) es una técnica Universitaria en Química, dirigenta sindical y política independiente. Desde marzo de 2021 ejerce como diputada por el Distrito N°15 de la Región de O'Higgins, siendo parte de la bancada del Partido por la Democracia (PPD).

## Biografía
Hija de José Manuel González Rojas y Marta del Carmen Olea Moreno.
Realizó su enseñanza media en el Liceo Politécnico de Ciencia y Tecnología de la comuna de La Cisterna. Posteriormente, ingresó a la Universidad Técnica Federico Santa María Sede Viña del Mar a estudiar la carrera de Técnica en Química, mención Química Analítica, de la cual se tituló en el año 2005.
En al ámbito laboral, entre el año 2006 y 2012, se desempeñó como Química Analista, en el Laboratorio Labser.
Inició su actividad pública al organizar el primer sindicato de la empresa Labser y lideró la primera negociación colectiva de estos trabajadores. También ha sido delegada de la Confederación de Trabajadores del Cobre. Fue Presidenta del Sindicato de Trabajadores del Laboratorio SGS, que presta servicios a Codelco, División El Teniente.
En las elecciones municipales de 2021 fue candidata a alcaldesa de Rancagua como independiente apoyada por el Partido Ecologista Verde, sin ser electa.
Para las elecciones parlamentarias de 2021 inscribió su candidatura a diputada para el Distrito 15, de comunas de Codegua, Coinco, Coltauco, Doñihue, Graneros, Machalí, Malloa, Mostazal, Olivar, Quinta de Tilcoco, Rancagua, Rengo y Requínoa como independiente de la lista del Partido por la Democracia en la coalición Nuevo Pacto Social. Fue electa con 1.965 votos correspondientes a un 0,99% del total de sufragios válidamente emitidos, siendo arrastrada por la gran votación de su compañero de lista, Raúl Soto. En la Cámara de Diputadas y Diputados integra las comisiones permanentes de Familia; de Cultura, Artes y Comunicaciones; y de Mujeres y Equidad de Género.

## Historial electoral

### Elecciones municipales de 2021
- Elecciones municipales de 2021 para la alcaldía de Rancagua

| Candidato                 | Pacto                         | Partido | Votos | %     | Resultado |
| ------------------------- | ----------------------------- | ------- | ----- | ----- | --------- |
| Juan Ramón Godoy Muñoz    | Unidad por el Apruebo         | PS      | 20529 | 27,26 | Alcalde   |
| Raimundo Agliati Marchant | Independiente                 | Ind.    | 16957 | 22.52 |           |
| Pamela Jadell Echague     | Chile Vamos                   | Ind.    | 9783  | 12.99 |           |
| Roberto Villagra Reyes    | Frente Amplio                 | Ind.    | 9446  | 12.54 |           |
| Marta González Olea       | Ecologistas e Independientes  | Ind.    | 9386  | 12.46 |           |
| Danilo Jorquera Vidal     | Chile Digno, Verde y Soberano | PCCh    | 5139  | 6.82  |           |
| Ricardo Cerda Arancibia   | Dignidad Ahora                | Ind.    | 4064  | 5.40  |           |

### Elecciones parlamentarias de 2021
- Elecciones parlamentarias de 2021 a Diputado por el distrito 15 (Codegua, Coinco, Coltauco, Doñihue, Graneros, Machalí, Malloa, Mostazal, Olivar, Quinta de Tilcoco, Rancagua, Rengo y Requínoa).[3]

| Candidato                   | Pacto                    | Partido  | Votos  | %     | Resultado |
| --------------------------- | ------------------------ | -------- | ------ | ----- | --------- |
| Raúl Soto Mardones          | Nuevo Pacto Social       | PPD      | 55 103 | 27.76 | Diputado  |
| Diego Schalper Sepúlveda    | Chile Podemos Más        | RN       | 17 096 | 8.61  | Diputado  |
| Marcela Riquelme Aliaga     | Apruebo Dignidad         | IND-CS   | 11 494 | 5.79  | Diputada  |
| Natalia Romero Talguia      | Chile Podemos Más        | IND-UDI  | 10 336 | 5.21  | Diputada  |
| Juan Masferrer Vidal        | Chile Podemos Más        | UDI      | 9522   | 4.80  |           |
| Natalia Sánchez Aceituno    | Nuevo Pacto Social       | PS       | 6678   | 3.36  |           |
| Hugo Boza Valdenegro        | Apruebo Dignidad         | FRVS     | 6136   | 3.06  |           |
| José Miguel Urrutia Celis   | Chile Podemos Más        | UDI      | 5910   | 2.98  |           |
| Alejandra Carreño Pérez     | Partido de la Gente      | PDG      | 5636   | 2.84  |           |
| Carolina Fernández González | Partido Ecologista Verde | PEV      | 5541   | 2.79  |           |
| Raisa Martínez Muñoz        | Apruebo Dignidad         | PCCh     | 5205   | 2.62  |           |
| Roberto Villagra Reyes      | Apruebo Dignidad         | IND-FRVS | 5121   | 2.58  |           |
| Fuad Hamed Sleman           | Frente Social Cristiano  | IND-PRCh | 5043   | 2.54  |           |
| Felipe Letelier Norambuena  | Nuevo Pacto Social       | IND-PS   | 3649   | 1.84  |           |
| Johanna Olivares Gribbell   | Chile Podemos Más        | RN       | 3598   | 1.81  |           |
| Ivonne Mangelsdorff Galeb   | Chile Podemos Más        | RN       | 2339   | 1.18  |           |
| Marta González Olea         | Nuevo Pacto Social       | IND-PPD  | 1968   | 0.99  | Diputada  |